# برنامج كل 15 دقيقة
كل 15 دقيقة هو برنامج لمدة يومين يركز على الصغار والشباب في المدرسة، يتم من خلالهم حثهم على التفكير في الشرب والقيادة والسلامة الشخصية إضافة إلى المسؤولية في اتخاذ القرارات الناضجة. وتزامنا مع الحوادث المتعلقة بالكحول، يركز البرنامج على الأثر الذي قد يكون لقراراتهم على العائلة والأصدقاء.
أنشأ برنامج كل 15 دقيقة في كندا وتم تبنيه بسرعة من قبل الولايات المتحدة أولا في سبوكان، واشنطن العاصمة. كان موقع الأول لبرنامج كل 15 دقيقة في شيكو حيث تم تقديمه من قبل قسم شرطة شيكو في عام 1995.

## الخطط والأحداث

### الخطط
يبدأ برنامج كل 15 دقيقة قبل أشهر من التقديم الفعلي له. وهذا يشمل كل الوكالات المنضمة والطلاب والإدارات من جميع المدارس حيث تجتمع سوية وتخطط للحدث. حيث يتم اختيار الطلاب الذين سيدخلون في البرنامج.

### اليوم الأول

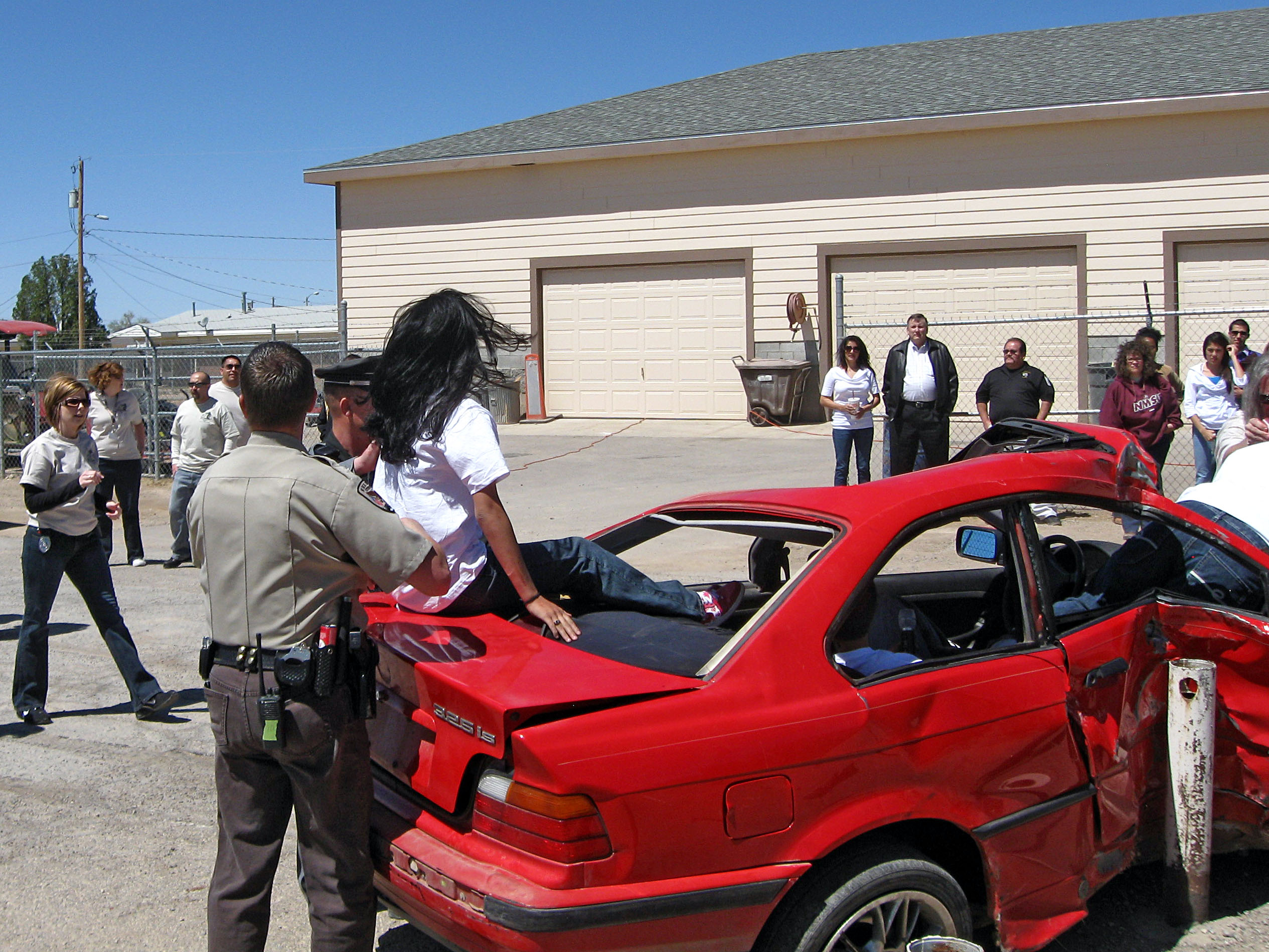
Placing "victims" at a simulated crash site in ألاموغوردو.

يبدأ يوم التقديم بطالب تم إبعاده عن الصف حالا عقب بداية النهار. بعد ذلك، يبعد طالب آخر من الصف في كل خمسة عشر دقيقة. يتم تحضير الطلاب الذين تم إبعادهم من الصف ليبدو أمواتا ويصبحوا «الأموات الأحياء». ويعودون إلى صفهم لكن لا يسمح لهم بالحديث مع أي شخص على الإطلاق. وفي بعض الأحيان خلال النهار، حوالي الساعة الواحدة ظهرا، يتم استحداث اصطدام مروري مزيف، على أرض المدرسة، يضم عددا من الطلاب. وفي الاصطدام المخطط له، «يقتل» واحد من أولئك الطلاب المتطوعين وواحد آخر يتم نقله إلى المستشفى لكنه يموت هناك كما أن أحد الطلاب يكون السائق الثمل. هذا وتتم معالجة الحادث المزيف من قبل الوكالات المسؤولة مثل الشرطة والإطفاء فضلا عن الخدمات الطبية الطارئة. حيث يتم اعتقال السائق الثمل ويؤخذ إلى السجن المحلي حيث يسجل هناك ويقضي ليلته في السجن. كما تلعب الوكالات السيناريو الحقيقي في الاستجابة إلى حادث الاصطدام الناتج عن الثمل، أمام جميع الطلاب. وبعد مشهد الاصطدام، يغادر الطلاب الأموات الحياء المدرسة حتى صباح اليوم التالي.
عقب مشهد الحادث، يذهب الأحياء الأموات إضافة إلى الأعضاء المشتركين في مشهد الحادث إلى معتزل. وبعد عزل أنفسهم عن مجتمعهم، يتعزز لديهم شعور الخسارة والديمومة. وفي المعتزل، يلعب الطلاب ألعابا بهدف أن يصبحوا متقاربين أكثر مع بعضهم البعض كما يتناولون الطعام ويضطلعون في جلسة تأملية حول أحداث النهار.

### اليوم الثاني
يضم اليوم الثاني من البرنامج مجلس المدرسة حيث يعود الطلاب المشتركين في البرنامج إلى المدرسة. وفي المجلس، يكون هناك متحدثون متعددون من المجتمع الذي يدرج أوجها مختلفة من حوادث الاصطدام المتعلقة بالكحول. ويمكن لهذا أن يضم أحداث المساعدة الأولى أو مشاهد حوادث الاصطدام المتعلقة بالكحول من المستجيبين الأوائل له. إضافة إلى ذلك، يتحدث الطلاب المشتركين حول تجربتهم فضلا عن بعض الأهالي المشمولين في البرنامج أيضا.

### التطورات الأخيرة
بفضل الجزء الكبير والرئيسي من المنح والتوجيه من قبل زمرة كاليفورنيا العليا، شق البرنامج طريقه إلى منازل الطلاب أيضا. وفي السنوات الأخيرة، استمرت في تحسين برنامج خمسة عشر دقيقة. حيث شملت التحسينات توسيع البرنامج ليغدو برنامجا مدته يومين، حيث يضم لجنة في اليوم الثاني تتحدث فيها الشخصيات التي تتدرج بين السائقين الثملين المحكومين إلى المتحدثين المتحفزين فضلا عن الممرضات والمحامين ومسؤولو تطبيق القانون.
منذ استهلاله، تطورت التكنولوجيا وهو الأمر الذي فتح مجالا أكبر لتأثير البرنامج وخطورة قضية القيادة تحت تأثير الكحول. خلال الحدث، سمحت التكنولوجيا الحديثة باستدارة، مجيزة للفيديو الشامل لعلاقة السبب والأثر بين قيادة السكارى وتورط الشرطة وعبء العائلة وخسارة المجتمع أن يلعب دورا خلال تجمع اليوم الثاني. بينما يقوم الطلاب في بعض الأحيان بهذا العمل، إلا أنه من الشائع جدا قيام الطواقم المحترفة به. ومنذ وقت قريب جدا كان هناك نهضة من العمل الطلابي، حيث أن المدرسة إما أن تطلب من واحد أو اثنين من الطلاب بالتدرب مع المحترفين، أو أن الطلاب أنفسهم يبتكرون فيلما «تمثيليا»، يغطي العملية الكاملة لبرنامج الخمسة عشر دقيقة.

### أسئلة متعلقة بالتأثير
أظهرت الدراسات التي تابعت الطلاب قبل وبعد برنامج خمسة عشر دقيقة أن البرنامج قد يكون له تأثير محبب قصير الأمد على مواقف محددة للطلاب لكن ليس لديه تأثير على التصرف الحقيقي. وقد قاد هذا إلى عبء أن برنامج خمسة عشر دقيقة مشابه لبرنامج دير DARE الجدلي لمكافحة المخدرات من حيث أنه يبرز ظهور المشكلة لكنه لا يظهر التغير المرغوب في السلوك.
كما طرحت الأسئلة أيضا بشأن المقدمة الرئيسة للبرنامج، وهي أن يموت شخص في كل خمسة عشر دقيقة جراء حادث متعلق بالكحول. تشير تقارير الإدارة الوطنية لسلامة الطرق السريعة (نهتسا)إلى أنه في عام 1995، وهي السنة الأولى التي تم فيها تقديم البرنامج، كانت النسبة الحقيقية هي موت شخص واحد كل 30.4 دقيقة في الولايات المتحدة. وكان يستخدم التعريف العريض للإدارة الوطنية لسلامة الطرق السريعة (نهتسا) حول حادث «متعلق بالكحول» حيث كان الحادث يصنف على أنه «متعلق بالكحول» إن كانت نسبة الكحول في دم أي شخص ضالع في الحادث تبلغ 0.01% أو أكثر. إن النسبة المعرفة وطنيا للمستوى الزائد للكحول في الدم في الولايات المتحدة تبلغ 0.08%. ونسبة الوفيات المتعلقة بالكحول قد انخفضت تدريجيا في نهاية عام 2007 حيث كانت وفية واحدة في كل 40.4 دقيقة. كما بلغت نسبة الوفيات المتعلقة بالكحول في نهاية عام 2008 وفية واحدة في كل 45 دقيقة.

## وصلات إضافية
- الصفحة الرئيسية لبرنامج كل 15 دقيقة
- San Joaquin County, CA E15 Videos
- Iron County Sheriff - Parowan High School Every 15 Minutes Video
- St. Vincent High School, Petaluma, CA Every 15 Minutes Video